# Пучков, Василий Георгиевич
Пучков Василий Георгиевич (8 ноября 1909 года — 25 декабря 1995 года) — советский и украинский энтомолог, специалист по полужёсткокрылым (клопам), профессор (1966), доктор биологических наук (1962), лауреат премии имени Д. К. Заболотного АН УССР (1977). Автор около 120 научных работ, в том числе 8 монографий, 4 из которых в серии «Фауна Украины». Систематик живой природы, описавший ряд зоологических таксонов, названия которых (для указания авторства) сопровождают обозначением «Putchkov».

## Биография
Родился 8 ноября 1909 года в селе Васильевка Белгородской области России.
В 1923 году окончил среднюю школу в Белгороде. Затем некоторое время работал на неквалифицированных сельскохозяйственных работах. Позднее, с 1930 года работал техником-энтомологом сперва в Курской, а затем и в Воронежской области. За период 1930—1932 года он опубликовал в газетах целый ряд статей, посвящённых насекомым, вредящим сельскому хозяйству, и мерах борьбы с ними.
В 1932 году поступил в заочный Ленинградский институт по борьбе с вредителями сельского хозяйства (ЛЕНБОВ). В 1935 году поступил в заочный Институт зоологии и фитопатологии (ИЗИФ), а также на заочное обучение в Московский энергетический институт. В 1936 начал работать начальником службы по учёту и прогнозам при Рамонской селекционной станции в Воронежской области. В этом же году поступил на стационарное обучение в Московский химико-технологический институт им. Д. И. Менделеева. По окончании этого института в 1941 году направлен на оборонный завод в Дзержинске, где работал на должности сменного инженера до 1946 года. Уволившись с завода по состоянию здоровья, восстановился на работе на Рамонской селекционной станции на должности качестве старшего специалиста-энтомолога. В 1950 году защитил диссертацию на степень кандидата сельскохозяйственных наук по фауне и хозяйственному значению полужесткокрылых люцернового биоценоза. После защиты вскоре он переводится на Весело-Подолянскую селекционную станцию (Полтавская область), где работает на должности заведующего отделом энтомологии.
В 1953 году на конкурсной основе принят на работу на должность старшего научного сотрудника в отдел энтомологии Института зоологии АН УССР в Киеве. В нём он проработал до выхода на пенсию. В 1962 году защитил диссертацию на соискание учёной степени доктора биологических наук на тему «Щитники (Heteroptera, Pentatomoidea) Украинской ССР». В 1966 году получил звание профессора.

## Научная работа
В становлении научных интересов Пучкова в энтомологии сыграло большую роль общение с известными энтомологами того времени Ф. К. Лукьяновичем, С. И. Медведевым и В. Ф. Палием. Первые научные работы Пучкова были связаны с изучением биологии полужесткокрылых — вредителей люцерны и прочих сельскохозяйственных культур. В дальнейшем он опубликовал многочисленные статьи по данным вопросам, а также раздел про полужесткокрылых во всесоюзном и украинском справочниках по вредителям сельского хозяйства.
Позднее начал обширное исследование личинок и яиц полужесткокрылых. В ходе этих работ впервые описал преимагинальные стадии нескольких сотен видов и показал возможность использования морфологии яиц и личинок для классификации таксонов, установления родственных связей и различий видов-двойников.
Помимо этого им изучалась пищевая специализация полужесткокрылых. Он выявил и установил кормовые растения большого количества видов и показал ошибочность многих предшествующих указаний, которые основывались на случайных находках взрослых особей.
В Институте зоологии АН УССР начал подготовку монографий по фауне Украины и впоследствии опубликовал 4 тома в этой серии, которые охватили большинство семейств наземных полужесткокрылых. Впервые в специальной литературе, в этих монографиях были даны описания и определительные таблицы не только для взрослых насекомых, но и для личинок и яиц.
После выхода на пенсию совместно со своим сыном, Павлом Васильевичем Пучковым, составил каталог клопов-хищников мировой фауны. В него было включено около 6800 видов, что в три с лишним раза превышало видовой состав предшествующей аналогичной работы, опубликованный почти за сто лет до того. Однако, публиковать этот труд ему не удалось ни в СССР, ни за рубежом. В 1985—1989 годах рукопись была депонирована в ВИНИТИ и разослана авторами в небольшом числе копий в некоторые институты и отдельным специалистам.
В Институте зоологии в Киеве им была собрана обширная коллекция полужесткокрылых, которая включала типовые экземпляры большинства описанных им видов.

## Наиболее важные публикации
Ниже представлены наиболее важные публикации (полный список):
- Пучков В. Г. Щитники / Фауна України. — Kиів: Вид-во АН Украінськой РСР, 1961. — Т. 21, вып. 1. — 338 с.
- Пучков В. Г. Крайовики / Фауна України. — Kиів: Вид-во АН Украінськой РСР, 1962. — Т. 21, вып. 2. — 162 с.
- Пучков В. Г. Щитники Средней Азии (Hemiptera, Pentatomoidea). — Фрунзе: Илим (Изд-во АН Киргизской ССР), 1965. — 331 с.
- Пучков В. Г. Главнейшие клопы-слепняки — вредители сельскохозяйственных культур. — Киев: Наукова думка, 1966. — 172 с.
- Пучков В. Г. Лігеіди / Фауна України. — Kиів: Вид-во АН Украінськой РСР, 1969. — Т. 21, вып. 3. — 388 с.
- Пучков В. Г. Полужесткокрылые семейства Rhopalidae (Heteroptera) фауны СССР / Определители по фауне СССР, изд. Зоол. ин-том АН СССР. — Ленинград: Наука, 1986. — Вып. 146. — 132 с.
- Пучков В. Г. Хищнецы / Фауна Украины. Полужесткокрылые. — Киев: Наукова думка, 1987. — Т. 21, вып. 5. — 248 с.
- Пучков В. Г., Пучков П. В. Полужесткокрылые насекомые Украины: список видов и распространение. — СПб, 1996. — 108 с. (На английском языке: Heteroptera of the Ukraine: check list and distribution).